# کافت (زمین‌شناسی)

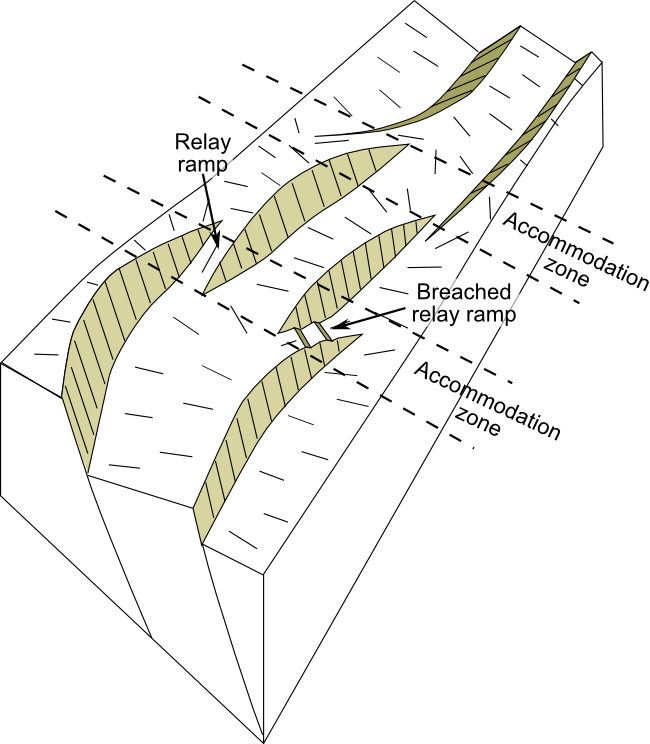
یک کافت تشکیل‌شده از سه بخش

کافت یا ریفت (انگلیسی: Rift) در زمین‌شناسی به محدوده‌ای خطی گفته می‌شود که در آن پوسته زمین و سنگ‌کره از هم دور می‌شوند و نمونه‌ای از زمین‌ساخت کششی به‌شمار می‌رود.
فروزمین نمونه‌ای از پدیده کافت در فرورفتگی‌های خطی گسلی است. اگر کافت بالاتر از سطح دریا باقی بماند دره کافتی را پدیدمی‌آورد که اگر با آب پر شود، دریاچه کافتی در آن تشکیل می‌شود. محور ناحیه کافتی ممکن است دارای سنگ‌های آتشفشانی باشد و آتشفشان‌خیزی در آن فعال باشد ولی در همه سیستم‌های کافتی این‌گونه نیست.
دره‌های کافتی بزرگ و اصلی در امتداد محور مرکزی پشته میانی اقیانوس شکل می‌گیرد، جایی که پوسته اقیانوسی جدید و سنگ‌کره در امتداد مرز واگرای میان دو صفحه زمین‌ساختی به وجود می‌آید.